# 일반 데이터 보호 규칙
유럽 연합 일반 데이터 보호 규칙(General Data Protection Regulation, GDPR)은 유럽연합의 법으로써 유럽연합에 속해있거나 유럽경제지역(EEA)에 속해있는 모든 인구들의 사생활 보호와 개인정보들을 보호해주는 규제이다. 이 법은 유럽연합과 유럽경제지역 이외 지역의 개인정보의 침해 또한 적용이 가능하다. GDPR의 목표는 개인정보를 자유롭게 쓸 수 있게 하며 유럽내 보안관련 제도들을 통합시킴으로써 규제력이 짙은 국제 비즈니스 환경을 단순화 함을 목표로 한다. 정보보호이행지침 (95/46/EC)을 대체하는 이 규제는 유럽경제지역내 개인정보와 관련한 사건들을 처리하며, 그 기업의 위치나 정보주체의 시민의식과는 상관없이 유럽경제지역내 설립된 기업또는 경제지역내 정보주체의 개인정보 처리에 적용된다.

## 제정 배경
GDPR은 1995년 제정된 기존 EU의 데이터 보호 지침(Directive 95 / 46 / EC)를 대체하여, 시민과 거주자가 자신의 개인 정보를 제어할 수 있는 권리를 되찾고 EU 역내의 규칙을 통합하여 국제 비즈니스를위한 규제 환경을 단순화하려는 목적으로 제정되었다.

## 시행
GDPR은 2016년 4월 27일에 채택 된 2년간의 이행 기간 후, 2018년 5월 25일부터 27개 회원국에 통일적으로 적용된다. 1995년 데이터 보호 지침이 EU 국가의 데이터 보호 조각화를 초래 한 점(비고 (Recital) 9)과 달리, GDPR에 대해서는 EU 각국 정부가 특별히 규정을 채택 할 필요가 없다. 그러나 EU 각국이 특정 데이터 처리에 대한보다 구체적인 국내법의 제정을 방해하는 것은 아니다(비고 (Recital) 10).

## 같이 보기
- 사이버 범죄 조약
- 데이터 이동